# Стой (Іллінойс)
Стой (англ. Stoy) — селище (англ. village) в США, в окрузі Кроуфорд штату Іллінойс. Населення — 108 осіб (2020).

## Географія
Стой розташований за координатами 38°59′48″ пн. ш. 87°50′0″ зх. д. / 38.99667° пн. ш. 87.83333° зх. д. (38.996677, -87.833280).  За даними Бюро перепису населення США в 2010 році селище мало площу 2,32 км², уся площа — суходіл.

## Демографія
Згідно з переписом 2010 року, у селищі мешкали 104 особи в 41 домогосподарстві у складі 29 родин. Густота населення становила 45 осіб/км².  Було 46 помешкань (20/км²).
Расовий склад населення:
| - 100,0 % — білих |

До двох чи більше рас належало 0,0 %. Частка іспаномовних становила 0,0 % від усіх жителів.
За віковим діапазоном населення розподілялося таким чином: 18,3 % — особи молодші 18 років, 73,0 % — особи у віці 18—64 років, 8,7 % — особи у віці 65 років та старші. Медіана віку мешканця становила 40,8 року. На 100 осіб жіночої статі у селищі припадало 96,2 чоловіків;  на 100 жінок у віці від 18 років та старших — 107,3 чоловіків також старших 18 років.
Середній дохід на одне домашнє господарство  становив 54 887 доларів США (медіана — 44 116), а середній дохід на одну сім'ю — 63 710 доларів (медіана — 64 000). За межею бідності перебувало 2,5 % осіб, у тому числі 3,4 % дітей у віці до 18 років та 0,0 % осіб у віці 65 років та старших.
Цивільне працевлаштоване населення становило 64 особи. Основні галузі зайнятості: виробництво — 29,7 %, освіта, охорона здоров'я та соціальна допомога — 18,8 %, сільське господарство, лісництво, риболовля — 15,6 %.